# XLVIII Puchar Gordona Bennetta (balonowy)
48 Puchar Gordona Bennetta – zawody balonów wolnych o Puchar Gordona Bennetta zorganizowane w Thionville we Francji. Start nastąpił 29 sierpnia 2004 roku.

## Uczestnicy
Wyniki zawodów.
| Zajęte miejsce | Balon                         | Załoga Pilot Pomocnik pilota                      | Kraj              | Czas lotu [h] | Odległość [km] | Miejsce lądowania     |
| -------------- | ----------------------------- | ------------------------------------------------- | ----------------- | ------------- | -------------- | --------------------- |
| 1.             | N-96YD Zero Gravity           | Richard Abruzzo Carol Rymer-Davis                 | Stany Zjednoczone | 52:52         | 1803,36        | Vännäs (SWE)          |
| 2.             | D-OWBI Warsteiner             | Wilhelm Eimers Ulrich Seel                        | Niemcy            | 47:08         | 1632,90        | Offerdal (SWE)        |
| 3.             | G-BSRJ All White              | Mark Sullivan David Levin                         | Stany Zjednoczone | 45:17         | 1471,89        | Sveg (SWE)            |
| 4.             | D-ORZL Nicaero Nautilo        | Gerald Stürzlinger Johann Fürstner                | Austria           | 25:29         | 1137,78        | Horn (SWE)            |
| 5.             | OO-BCX Belgica 2              | Ronny van Havere Phillipe de Cock                 | Belgia            | 23:54         | 1072,01        | Grönskara (SWE)       |
| 6.             | F-PPSE Le Petit Prince        | Benoît Siméons Bob Berben                         | Belgia            | 20:38         | 968,54         | Nowa Kiszewa (POL)    |
| 7.             | N-47FC Foxtrot Charlie        | Barbara Fricke Peter Cuneo                        | Stany Zjednoczone | 18:33         | 869,91         | Kalisz (POL)          |
| 8.             | HB-QHP Ajoie                  | Christian Stoll Walter Mattenberger               | Szwajcaria        | 20:55         | 860,62         | Sjöbo (SWE)           |
| 9.             | D-OBCW Warsteiner             | Heinz Brachtendorf Karl-Heinz Hutmacher           | Niemcy            | 19:11         | 832,02         | Kołobrzeg (POL)       |
| 10.            | PH-KTS FESTO-Flyer            | Josef Scherzer Helmut Meierhofer                  | Austria           | 18:21         | 811,09         | Rewal (POL)           |
| 11.            | D-OCFT Kandersteg             | Max Krebs Walter Vollenweider                     | Szwajcaria        | 18,21         | 779,63         | Kamień Pomorski (POL) |
| 12.            | SP-BBI VOX - Meble            | Stefan Makné Krzysztof Stanecki                   | Polska            | 18:07         | 772,44         | Laska (POL)           |
| 13.            | D-OWBA Warsteiner             | Klaus Schmöhl Bernd Göhrmann                      | Niemcy            | 17:21         | 737,63         | Szczecin (POL)        |
| 14.            | G-BWOK                        | Tom Donelly David Hempleman-Adams                 | Wielka Brytania   | 16:15         | 711,86         | Chłopowo (POL)        |
| 15.            | HB-QHJ Spelterini             | Nicolas Tièche Pierrick Duvoisin                  | Szwajcaria        | 15:43         | 698,07         | Prenzlau (GER)        |
| 16.            | HB-BJS Motor Columbus         | Janet Folkes Colin Butter                         | Wielka Brytania   | 16:26         | 683,59         | Prenzlau (GER)        |
| 17.            | D-OARH Ville de Thionville II | Thierry Villey-Desmeserets Phillipe Buron-Pilatre | Francja           | 22:56         | 436,42         | Wolfenbüttel (GER)    |